# CLIPSAS
CLIPSAS (fransk forkortelse for: Centre de liaison et d'information des puissances maçonniques signataires de l'appel de Strasbourg) er en organisation af frimurer-storloger og blev dannet i Strasbourg den 22. januar 1961 på initiativ af Grand Orient de France. Det skete ved hjælp af elleve suveræne frimurerorganisationer. Disse frimurerorganisationer besluttede at udsende en appel til alle frimurere i hele verden for at samle dem i en effektiv forenet international organisation; en organisation som samtidig bevarede uafhængigheden og respekten for de tilsluttede medlemmers måde at organisere sig på.
| Forening eller organisation | Spire Denne artikel om en forening eller organisation er en spire som bør udbygges. Du er velkommen til at hjælpe Wikipedia ved at udvide den. |